# Бёрнелл, Хью, 2-й барон Бёрнелл
Хью Бёрнелл (англ. Hugh Burnell; примерно 1347 — 27 ноября 1420) — английский аристократ, 2-й барон Бёрнелл с 1383 года, кавалер ордена Подвязки. Сын Николаса Бёрнелла, 1-го барона Бёрнелла, и его жены Мэри. В 1386 году получил должность констебля замка Бриджнорт, в 1401 году — констебля замка Монтгомери. В 1399 году был в числе лордов, одобривших отправку в Тауэр свергнутого короля Ричарда II.
Сэр Хью был женат трижды: на Филиппе де ла Поль (дочери Майкла де ла Поля и Кэтрин Стаффорд), Джойс де Ботетур (дочери Джона де Ботетура и Мод де Грей, внучке 2-го барона Ботетура) и Джоан Деверё (дочери Джона Деверё, 1-го барона Деверё, и Маргарет де Вер). У него был сын Эдуард, погибший в 1415 году в Нормандии, и оставивший только трёх дочерей. После смерти барона его владения были разделены между внучками, а титул перешёл в состояние ожидания.
Вдова сэра Хью вступила во второй брак — с Уолтером Фицуолтером, 5-м бароном Фицуолтером.